# Delias echidna
Delias echidna is een vlindersoort uit de familie van de Pieridae (witjes), onderfamilie Pierinae.
Delias echidna werd in 1861 beschreven door Hewitson.